# Le Castellet (Alpes-de-Haute-Provence)
Le Castellet település Franciaországban, Alpes-de-Haute-Provence megyében. Lakosainak száma 300 fő (2022. január 1.). Le Castellet Brunet, Entrevennes, Les Mées, Oraison, Puimichel és Valensole községekkel határos.

## Népesség
A település népessége az elmúlt években az alábbi módon változott:
| Lakosok száma | 125  | 186  | 172  | 232  | 292  | 292  | 293  | 299  | 298  | 300  |
|               | 1968 | 1982 | 1990 | 2006 | 2013 | 2015 | 2017 | 2019 | 2020 | 2022 |